# Fuck Her Gently
Fuck Her Gently è un singolo promozionale del gruppo musicale rock statunitense Tenacious D, tratto dal loro omonimo album di debutto del 2001.

## Il brano
La volgarità del titolo della canzone (tradotto in italiano: "Scopala delicatamente") e del testo in generale è in contrasto con la delicatezza acustica dell'arrangiamento del pezzo ispirato a una ballata folk rock. Il narratore dichiara di cantare "per le signore", ma avverte gli uomini di ascoltare attentamente le sue parole. Essenzialmente, la tematica della canzone tratta del fatto che le donne, in alcune occasioni, hanno bisogno di dolcezza, delicatezza e romanticismo durante il rapporto sessuale. Il ritornello contiene variazioni di questo concetto:
I'm gonna screw you... gently

I'm gonna hump you... sweetly

I'm gonna ball you... discreetly»
(Fuck Her Gently, Tenacious D)
Durante la canzone, il cantante dimostra la sua sensibilità suggerendo di regalare dei fiori alla propria compagna, e spiegando che un rapporto di coppia necessita di "lavoro di squadra" per funzionare. Egli passa quindi a offrire alla donna le sue posizioni sessuali preferite e le chiede quali cibi prediliga, specificando che, sebbene lui non sia un cuoco, potrebbe sicuramente ordinarli a domicilio per lei.
Al termine del brano, dopo aver raccontato in molti modi come compiacerà la propria partner con un amore delicato, il cantante chiude il pezzo dichiarando: «But then I'm gonna fuck you... hard!»

## Videoclip
Jack Black visitò il sito web di John Kricfalusi e, dopo aver visto The Ren & Stimpy Show, decise di chiedergli di produrre il videoclip della canzone. Il costo finale del video fu di 40,000 dollari;
e contiene animazioni opera dello studio Spümcø di John Kricfalusi. Gabe Swarr diresse il video e co-scrisse la sceneggiatura dello stesso. Ben Jones si occupò della grafica mentre Derrick Wyatt disegnò i personaggi. Il video include versioni a cartoni animati di Jack Black e Kyle Gass nel ruolo di cherubini nudi inviati dal Paradiso per insegnare le "buone maniere" al Diavolo in fatto di seduzione femminile.
Inizialmente, la Sony Music non diede il permesso ai Tenacious D di immettere in rete sul loro sito Internet il video, che quindi fu postato invece sul sito web dei Beastie Boys per poi essere reso disponibile in versione censurata sul sito dei Tenacious D soltanto in seguito. La versione integrale fu anch'essa resa disponibile ma non per il download.

## Formazione
- Jack Black: voce, chitarra acustica
- Kyle Gass: cori, chitarra acustica
- Andrew Gross: archi